# Státní znak Rumunska
Státní znak Rumunska je tvořen heraldicky vpravo hledící zlatou orlicí na modrém štítu (od roku 2016 korunovanou rumunskou královskou korunou), s červenou zbrojí, držící v zobáku zlatý kříž, v pravém spáru stříbrný meč se zlatým jílcem, v levém stříbrný palcát. Meč symbolizuje Štěpána Velikého, palcát Michala Chrabrého.
Orlice nese na hrudi čtvrcený štít se znaky historických zemí:
- 1. pole – Valašsko – heraldicky vpravo hledící zlatá orlice s červenou zbrojí a se zlatým křížem v zobáku na modrém štítu. Napravo od hlavy má zlaté slunce, nalevo zlatý půlměsíc.
- 2. pole – Moldávie – černá zubří hlava na červeném štítu, vedle hlavy jsou stříbrná růže a stříbrný měsíc a nad hlavou, mezi rohy zlatá pěticípá hvězda.
- 3. pole – Banát – v červeném poli vyrůstá ze zlatého mostu o dvou obloucích nad modrou řekou zlatý, jednoocasý lev se stříbrným mečem.
- 4. pole – Sedmihradsko (Transylvánie) – černá orlice se zlatým zobákem v modrém poli rostoucí z červeného břevna. Orlice má vedle hlavy heraldicky vpravo zlaté slunce a vlevo měsíc. Pod břevnem zlaté pole se sedmi červenými hrady.
- Mezi třetí a čtvrté pole je vsunut znak Dobrudže – dva zlatí delfíní hlavami dolů a hřbety k sobě na modrém štítu.

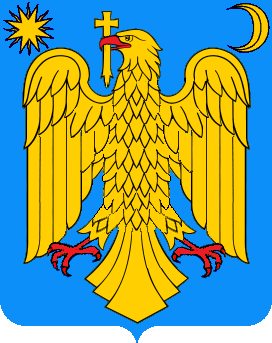
Valašsko
Moldávie
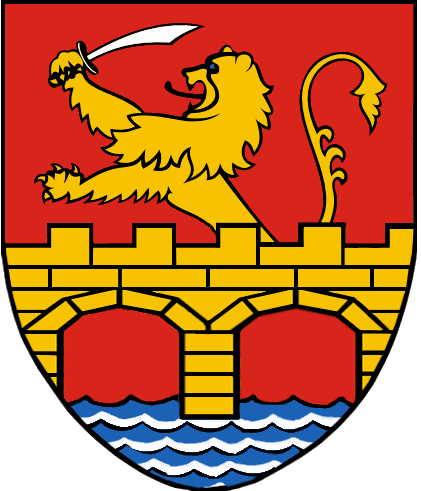
Banát a Olténie(?)
Sedmihradsko
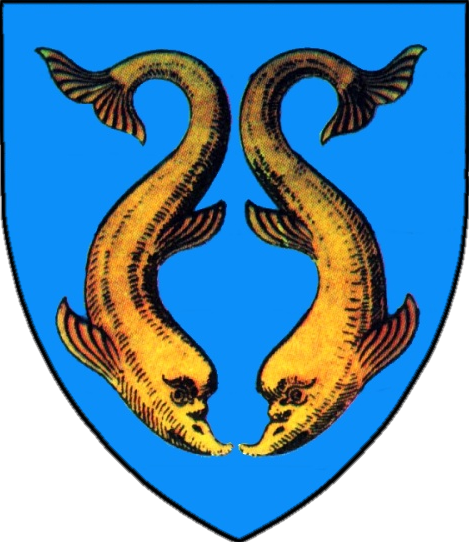
Dobrudža

## Historie
Na přelomu 13. a 14. století vznikla na území dnešního Rumunska dvě knížectví: Moldavské knížectví a Valašské knížectví. Ta se postupně v 15. století stala osmanskými vazalskými státy. Po rusko-turecké válce (1828–1829) se stala obě knížectví protektorátem Ruského impéria. V roce 1857 byl zvolen knížetem obou celků (neformálně označovaná jako Dunajská knížectví) zvolen Alexandr Ioan Cuza, který knížectví spojil pod názvem Sjednocená knížectví Moldavska a Valašska. Národní vlajkou státu se v roce 1861 stal list se třemi vodorovnými pruhy: červeným, žlutým a modrým. Válečná (státní) vlajka byla doplněna znakem, reprezentující obě knížectví. Jednalo se o orlici, držící v zobáku kříž a v pařátech meč a žezlo (Valašsko) a zubří hlava s šesticípou hvězdou (Moldavsko).

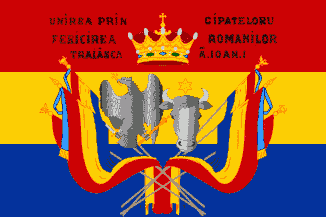
Válečná (státní) vlajka Sjednocených knížectví Moldavska a Valašska, se znakem obou knížectví (1861–1866)

11. prosince 1861 byla země přejmenována na Rumunské knížectví. Symboly zůstaly zachovány do roku 1867, kdy byl zaveden znak knížete Karla I., který byl zvolen po převratu v roce 1866 a vyhnání Cuza z Rumunska. Znak byl tvořen čtvrceným štítem, v prvním červeném a čtvrtém zlatém poli byla valašská orlice, ve druhém červeném a třetím modrém poli moldavská zubří hlava se šesticípou hvězdou mezi rohy. Vedle orlice v prvním poli bylo (heraldicky) vlevo slunce, ve druhém vedle hlavy vpravo měsíc. Uprostřed byl stříbrně-černý čtvrcený srdeční štítek rodu Hohenzollernů. Na štítu byla položena knížecí koruna. Štítonoši byli vpravo ženská postava (symbolizující Dácii) ve stříbrném rouchu a s mečem v ruce, vlevo pak zlatý lev. Pod štítem byla stříbrná stuha s latinským heslem NIHIL SINE DEO (česky Nic bez Boha). Celý výjev byl na knížecím hermelínovém plášti pod knížecí korunou. (není obrázek)
V roce 1872 došlo k úpravě znaku: První pole bylo nově modré se zlatou orlicí, slunce bylo (heraldicky) vpravo. Ve druhém, červeném poli byla černá (na obrázku zlatá) zubří hlava, půlměsíc byl nově vlevo. Ve třetím, červeném poli byl zlatý, na zadních nohách stojící lev, vyrůstající ze zlaté koruny a držící v předních tlapách zlatou hvězdu, symbolizující Craiovu, hlavní město Olténie. Ve čtvrtém, modrém poli byli dva zlatí delfíni hlavou dolů symbolizující Dobrudžu. Štítonoši byli dva zlatí lvi s červenou zbrojí. Pod štítem byla modrá stuha opět s heslem NIHIL SINE DEO a opět na knížecím plášti pod knížecí korunou. (není obrázek)
9. května 1877 byla vyhlášena nezávislost na Osmanské říši. Téhož roku byl drobně upraven znak a tím i vlajka. Štít byl nově renesančně vykrojený, štítek Hohenzollernů byl zmenšen, modrá stuha byla narovnána a byl na ní
zavěšen řád. 26. března 1881 bylo knížectví povýšeno na království (Karel I. se stal králem), ke změně symbolů však nedošlo.

Erb rodu Hohenzollernů
Znak Rumunského knížectví a království (1877/1881–1921)

Za I. světové války získalo Rumunsko další území: Bukovinu, Sedmihradsko, část Banátu a Besarábii. Vzniklo tak tzv. Velké Rumunsko. V červnu 1921 byl proto zaveden nový státní znak (velký, střední a malý). Znak byl tvořen modrým štítem se zlatou, korunovanou orlicí s červenou zbrojí, držící v zobáku zlatý kříž, v pravém spáru stříbrný meč se zlatým jílcem a v levém zlaté žezlo. Na hrudi nesla orlice čtvrcený štít. V prvním, modrém poli byla zlatá orlice s červenou zbrojí, držící v zobáku zlatý kříž, napravo od hlavy měla zlaté slunce, nalevo zlatý půlměsíc (Valašsko). Ve druhém, červeném poli byla černá zubří hlava mezi zlatou růží a zlatým půlměsícem, mající mezi rohy zlatou, pěticípou hvězdu (Moldavsko). Ve třetím, červeném poli byl zlatý most se dvěma oblouky nad modrou vodou, z něhož vyrůstá zlatý lev (Banát). Ve čtvrtém, modrém poli (symbolizující Sedmihradsko) byla na zlatém poli rostoucí černá orlice se zlatým zobákem, napravo od hlavy měla zlaté slunce, nalevo stříbrný půlměsíc. Pod orlicí bylo břevno, pod ním sedm červených hradů. Mezi třetí a čtvrté pole bylo vsunuto modré pole se dvěma zlatými delfíny hlavami dolů, hřbety k sobě. Doprostřed štítu byl opět umístěn stříbrně-černý štítek. Na štít byla položena stříbrná, královská koruna podšitá červeným sametem, za štítem byl korunovaný rumunský královský řád, pod nímž byla světle modrá stuha se zlatým mottem NIHIL SINE DEI. Štítonoši byli opět dva zlatí lvi s červenou zbrojí. Celý výjev byl položen na královský hermelínový plášť pod zlatou královskou korunou. Střední znak byl bez pláště a koruny, malý byl bez štítonošů, stuhy a řádu. Na státní vlajce se užíval běžně znak střední i malý.

Velký znak Rumunského království (1921–1947)
Střední znak Rumunského království (1921–1947)
Malý znak Rumunského království (1921–1947)

V prosinci roku 1947 byl rumunský král Michal I. donucen k abdikaci a k emigraci do Švýcarska a byla vyhlášena prosovětská Rumunská lidová republika. 30. prosince 1947 byla zavedena nová vlajka (shodná až na znak se současnou). Znak byl tvořen krajinou s ropnou věží, lesem a horami v přirozených barvách, nad kterými vychází zlaté, zářící slunce. Výjev byl obklopen věncem z pšeničných klasů, které byly v dolní části obepnuty stuhou v rumunských barvách s bílými písmeny RPR, zkratkou státu (rumunsky Republica Populară Română).
24. září 1952 byla na vrchol znaku přidána červená, pěticípá hvězda na znamení upevnění komunistické moci.
21. srpna 1965 byl název státu změněn na Rumunská socialistická republika. Hvězda na znaku byla zmenšena, stuha dostala jiný tvar a místo zkratky byl na stuze celý název státu REPUBLICA SOCIALISTĂ ROMÂNIA.

Státní znak Rumunské lidové republiky (1947–1952)
Státní znak Rumunské lidové republiky (1952–1965)
Státní znak Rumunské socialistické republiky (1965–1989/1992)

V prosinci 1989 byla svržena komunistická diktatura a Nicolae Ceaușescu byl popraven. Symbolem této revoluce byla rumunská vlajka s vystřiženým statním znakem. 27. prosince byl na základě rozhodnutí Rady Fronty národní spásy vypuštěn ze státní vlajky znak (s účinností od 29. prosince) a název země změněn na Rumunsko. Nový znak byl přijat parlamentem až 24. září 1992. Znak vycházel ze znaku z roku 1921, byl téměř shodný se současným znakem. 

Rumunský státní znak (1992–2016)

11. července 2016 byl přijat zákon, který vrací královskou korunu na hlavu zlaté orlice, podobně jako na znaku z dob monarchie. Do 31. prosince 2018 měly státní úřady přejít na upravený znak.

## Další použití znaku
Rumunský znak je zobrazen na rumunských mincích (rumunské leu) či na pasech.

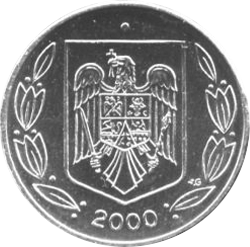
Rumunská mince
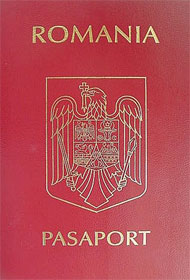
Rumunský cestovní pas